# Acta Pharmacologica Sinica
Acta Pharmacologica Sinica, скорочено Acta Pharmacol. Sin. — науковий журнал, який публікує видавництво Acta Pharmacologica Sinica у співпраці зі Springer Nature. Журнал засновано у 1980 році, він є офіційним виданням Китайського фармакологічного товариства. Публікуються праці з фармакології та суміжних наук.
Імпакт-фактор у 2020 році становив 6,150. Згідно зі статистичними даними Web of Science, цей імпакт-фактор ставить журнал на 45 місце з 178 журналів в категорії «Мультидисциплінарна хімія», і на 31 місце з 276 журналів в категорії «Фармакологія та фармація».